# 源頼仲
源 頼仲（みなもと の よりなか）は、平安時代後期の武将。河内源氏、源為義の五男。母は源基実の娘。あるいは文徳源氏の源資遠（資道）の娘とも。同母兄に源頼賢、同母弟に源為宗。掃部助、左兵衛尉。通称は五郎掃部助、また掃部五郎とも。

## 略歴
保元の乱では父・為義に従い、崇徳上皇・藤原頼長方として参戦。敗北し、父と共に兄・義朝のもとに降参する。義朝によって助命嘆願されるも叶わず、義朝の手によって船岡山（京都市北区）において、父や兄弟らと共に斬首された。この時頼仲は、「兄上（義朝）は心狭く、自分一人生き残ろうとしている。万が一の事があれば後悔するであろう」と高笑いしていたという。
子の加茂冠者源義嗣は1183年に淡路国で従兄弟の源義久と共に平教経と戦うが、義嗣は討ち取られてしまった（六ヶ度合戦）。

## 関連作品
テレビドラマ
- 『新・平家物語』（1972年、NHK大河ドラマ、演：吉水慶）